# Joanne Jackson
Joanne Jackson (n. 12 septembrie 1986, Northallerton, Anglia, Regatul Unit) este o înotătoare ce a reprezentat Regatul Unit al Marii Britanii și al Irlandei de Nord, medaliată olimpică. A participat la 3 ediții ale Jocurilor Olimpice (2004, 2008, 2012) în care a câștigat o medalie de bronz.